# Herrick Chapman
Herrick Chapman (...) è uno storico statunitense.
È uno storico della Francia. Dal 1992 è stato impiegato presso la New York University come professore associato di storia e studi francesi presso il Dipartimento di Storia e Istituto di Studi Francesi. Il professor Chapman è stato istruito presso la University of California, Berkeley e Princeton University.

## Pubblicazioni
- Capitalismo statale e radicalismo radicale nell'industria aeronautica francese . Berkeley: University of California Press, 1991
- Società europea in turbamento: storia sociale dal 1700 , terza edizione, co-autore con Peter N. Stearns. New York: MacMillan, 1992.
- La costruzione sociale della democrazia, 1870-1990 , co-editata con George Reid Andrews. New York: New York University Press. Londra: Macmillan Ltd. 1995.
- Un secolo di lavoro organizzato in Francia: un movimento dell'Unione per il ventunesimo secolo?  Co-pubblicato con Mark Kesselman e Martin Schain. New York: St. Martin's Press, 1998.
- Corsa in Francia: prospettive interdisciplinari sulla politica della differenza , co-editata con Laura L. Frader. New York: Berghahn Books, 2004.